# Vilddyr
|  | Denne artikel er oprettet af botten PalnaBot ud fra en ekstern database. Den kan derfor have sproglige fejl eller mangler. Denne skabelon kan fjernes efter kontrol af indholdet. |

Vilddyr er en kortfilm fra 2010 instrueret af Ask Hasselbalch efter manuskript af Sonny Lahey, Anders Ølholm.

## Handling
Efter en voldsom episode i en biologitime, begynder outsideren Lykke at forandre sig. Der er noget helt galt og forude venter et stort opgør med omverdenen. Vilddyret i hende er blevet vækket ...